# Puis respirer normalement
Pour plus de détails, voir Fiche technique et Distribution.
Puis respirer normalement (en islandais : Andið eðlilega) est un film dramatique islandais écrit et réalisé par Ísold Uggadóttir et sorti en 2018. 
Le film a été sélectionné pour être projeté dans la section World Cinema Dramatic au Festival du film de Sundance 2018.

## Synopsis
Deux femmes, l'une mère islandaise en difficulté et l'autre demandeur d'asile originaire de Guinée-Bissau, se rencontrent un bref moment au bord de la péninsule islandaise de Reykjanes. Toutes deux élaborent des plans pour remettre leur vie sur les rails et une subtile connivence s'établit entre elles.

## Fiche technique
- Titre : Puis respirer normalement
- Titre original : Andið eðlilega
- Réalisation : Ísold Uggadóttir
- Scénario : Ísold Uggadóttir
- Photographie : Ita Zbroniec-Zajt
- Montage : Frédérique Broos
- Musique : Gisli Galdur
- Pays d'origine :  Islande
- Langue originale : islandais
- Format : couleur
- Genre : dramatique
- Durée :  minutes
- Dates de sortie : États-Unis : 23 janvier 2018 (Festival de Sundance)

## Distribution
- Þorsteinn Bachmann (en) : Hörður
- Gunnar Jónsson (sv) : le chauffeur
- Kristín Þóra Haraldsdóttir :
- Sveinn Geirsson (is) : Bergur
- Babetida Sadjo : Adja
- Helga Vala Helgadóttir : l'avocat
- Bragi Arnason : Helgi
- Patrik Nökkvi Pétursson :
- Aladin Laaguid : Extra
- Sólveig Guðmundsdóttir : Kolbrún
- Guðbjörg Thoroddsen : le professeur